# مارينا راسكوفا
مارينا ميخائيلوفنا راسكوفا (بالروسية: Мари́на Миха́йловна Раско́ва؛ وُلدّت باسم مالينينا؛ 28 مارس 1912 - 4 يناير 1943) كانت أول امرأة في الاتحاد السوفيتي تحصل على دبلومة ملاّح جوي محترف. تحولّت راسكوفا من شابة تطمح أن تصبح مغنية أوبرا إلى مدربة عسكرية ثم إلى أول ملاّحة سوفيتية. وقد عملّت كملاّحة في العديد من الرحلات الجوية التي حققت أرقاماً قياسية بالإضافة إلى الرحلات الجوية التي حطمت أرقاماً قياسية وكانت الضابط المؤسس وقائد فوج القاذفات الجوي 587، والذي تغيرّ اسمه إلى «فوج حرس م. م. راسكوفا بوريسوف للقاذفات الانقضاضية 125» تكريماً لها. أصبحت راسكوفا واحدة من ضمن أكثر من 800.000 امرأة في الخدمة العسكرية وأسَسَت ثلاثة أفواج جوية نسائية، حلقّ أحدها في النهاية أكثر من 30.000 طلعة جوية في الحرب العالمية الثانية وكانت مسؤولة عن تخريج ما لا يقل عن 30 من بطلات الاتحاد السوفيتي.

## حياتها المبكرة
ولدت مارينا مالينينا لأبوين من الطبقة المتوسطة. كان والدها، ميخائيل مالينين مغني أوبرا ومدرب غناء، أما والدتها آنا ليوباتوفيتش فكانت مُعلمة. وكانت أخت والدتها، مغنية روسية معروفة باسم تاتيانا ليوباتوفيتش. كان أخوها غير الشقيق (من والدها) عالم بناء السفن، بوريس مالينين. على عكس غالبية الطيّارات السوفيتيات، لم تُظهر مارينا أي اهتمام مبكر بالطيران. كان خيارها الثاني أن تصبح طيار - ملاح. أرادت راسكوفا في الأصل أن تصبح مُوسيقية، وكان هدفها أن تصبح مغنية أوبرا.
في 1919، عندما كانت في السابعة من عمرها، توُفيّ والدها متأثراً بجروح أصيب بها عندما صدمته دراجة نارية. وَاصَلَت راسكوفا دراستها الدرامية والغنائية، لكنها سَقَطَت لاحقاً ضحية التهاب في الأذن الوسطى جعلها غير قادرة على الاستمرار في الغناء. فقررت ترك الموسيقى وتكريس نفسها لدراسة الكيمياء والهندسة في المدرسة الثانوية. بعد التخرج في 1929، لمساعدة أسرتها، بدأت العمل في مصنع للصبغة ككيميائية. وتزوجت من المهندس سيرجي راسكوف الذي التقت به في مصنع الصبغة، فغيرت اسمها إلى راسكوفا. وأنجبت طفلة، اسمُها تانيا، في 1930. وفي العام التالي بدأت العمل مُصَمِّمة في مختبر الملاحة الجوية التابع لأكاديمية القوات الجوية.
اشتهرت راسكوفا كطيّارة وملاّحة لصالح الاتحاد السوفيتي في الثلاثينيات. فقد كانت أول امرأة تصبح ملاّحة في القوات الجوية السوفيتية في 1933. بعد عام، بدأت التدريس في أكاديمية جوكوفسكي الجوية وكان ذلك سبقاً للمرأة أيضاً. حيث درسّت الملاحة العسكرية للطلاب وبعد ذلك للطالبات. وكانت موضع تشكيك لدى العديد من طُلابها الذكور لكنها تمكنت من إثبات جدارتها. لاحقاً، أرسَلَت الأكاديمية راسكوفا إلى توشينو لتلقي دروس طيران في نادي الطيران المركزي والتي أكملتها في أغسطس 1935. وعندما انتهى تدريب راسكوفا، كان بمقدورها أن تصبح مدربة طيران على أجهزة التوجيه وسُمحّ لها بتعليم أفراد القيادة الملاحة المتقدمة. وفي 1935، حصلت على الطلاق. وبنفس القدر من الأهمية في نظر الاتحاد السوفيتي، الذي أعطى طياريه مكانة مشهورة، فقد سَجَلَت عدداً من الأرقام القياسية للمسافات الطويلة. حَدَثَت معظم هذه الرحلات الجوية القياسية في عامي 1937 و1938، بينما كانت لا تزال تدرس في الأكاديمية الجوية.
أشهر هذه السجلات كانت رحلة رودينا (أو رحلة «الوطن الأم» بالروسية)، طائرة طراز إيه إن تي-37 - تحولّت إلى قاذفة دي بي-2 بعيدة المدى - في 24 - 25 سبتمبر 1938. كانت ملاّحة الطاقم الذي ضم أيضاً بولينا أوسيبينكو وفالنتينا غريزودوبوفا. بدايةً، كان هدف الرحلة تسجيل رقم قياسي دولي للسيدات في رحلة مسافات خط مستقيم. اقتضت الخطة السفر من موسكو إلى كومسومولسك (في الشرق الأقصى). عند انتهائها أخيراً، كانت الرحلة قد استغرقت 26 ساعة و 29 دقيقة، على مسافة خط مستقيم 5.947 كم (3.695 ميل) (بإجمالي مسافة 6.450 كم (4.010 ميل)). ومع ذلك، استغرقت المعاناة 10 أيام عندما لم تتمكن الطائرة من العثور على مطار بسبب ضعف الرؤية. ونظراً لأن قمرة القيادة الخاصة بالملاح لم يكن لها مدخل إلى بقية الطائرة وكانت عرضة للخطر في حالة الهبوط الاضطراري، فقد هبطت راسكوفا بالمظلة قبل أن تهبط الطائرة. لكنها نسيت مجموعة الطوارئ الخاصة بها ولم تتمكن من العثور على الطائرة لمدة 10 أيام، بدون ماء وبدون طعام تقريباً. عَثَرَ طاقم الإنقاذ على الطائرة بعد ثمانية أيام من الهبوط وكان بالانتظار عندما وجدت طريقها إليه، بعد ذلك نُقلّت النساء الثلاث إلى بر الأمان. في 2 نوفمبر 1938، كُرمّت الثلاث بلقب بطل الاتحاد السوفيتي وكانت أول نساء تحصل عليه على الإطلاق والوحيدات قبل الحرب العالمية الثانية.

## خلال الحرب العالمية الثانية
عندما اندلعت الحرب العالمية الثانية، كان هناك العديد من النساء اللاتي تدربن كطيّارات وتطوع العديد منهن على الفور. على الرغم من عدم وجود قيود رسمية على النساء اللاتي يخدمن في أدوار قتالية، فإن طلباتهن كانت تخضع إلى التجميد والإجراءات الروتينية وما إلى ذلك لأطول فترة ممكنة من أجل تثبيط عزيمة المتقدمات. يعود الفضل إلى راسكوفا في استخدام علاقاتها الشخصية مع جوزيف ستالين في إقناع الجيش بتشكيل ثلاثة أفواج قتالية من النساء. بعد خطاب ألقته راسكوفا في 8 سبتمبر 1941 يدعو إلى السماح للطيّارات بالقتال، أمر ستالين في 8 أكتوبر 1941 بتشكيل الفيلق الجوي 122 من النساء بالكامل. لم تكن النساء طيّارات فحسب، بل ساعدن أيضاً الموظفين والمهندسين. بعد تدريبهن، تلقت مجموعة الأفواج الثلاثة تسمياتها الرسمية على النحو التالي:
```

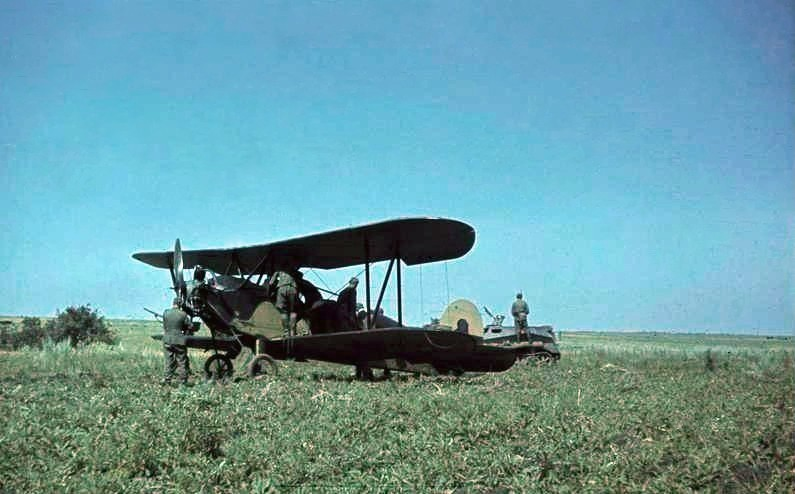

* فوج المقاتلات الجوي 586 (586 IAP/PVO): كانت هذه الوحدة أول من شارك في القتال (16 أبريل 1942) من بين الأفواج النسائية الثلاثة. جُهزّ الفوج بمقاتلات 
ياكوفليف ياك-1
 
وياك-7بي
 
وياك-9
 وحلقّ 4.419 رحلة جوية.
[
8
]
 مُدمراً 38 طائرة معادية في 125 معركة جوية. كان قادته هُما 
تمارا كازارينوفا
 ولاحقاً 
ألكسندر غريدنيف
.
[
9
]
```

- فوج القاذفات الجوي 587، (الذي أُعيد تسميته لاحقاً إلى فوج الحرس الجوي للقاذفات 125): قادت راسكوفا هذه الوحدة حتى وفاتها في حادث طيران، بينما كانت تقود طائرتين أخرتين من طراز بيتلياكوف إلى مطارهما التشغيلي الأول بالقرب من ستالينجراد،[10] ومن ثَمّ مُنحّت قيادة الوحدة لفالنتين ماركوف. بدأ الفوج الخدمة كونه فوج القاذفات الجوي 587 (ف ق ج 587) حتى مُنحّ لقب الحرس في سبتمبر 1943. حصلّت الوحدة على أفضل قاذفات القنابل السوفيتية، القاذفة پيتلياكوف پي أو-2، بينما استخدمت العديد من وحدات الرجال طائرات متقادمة، مما أدى إلى استياء شديد. طارت الوحدة في 1134 مهمة وأسقطت أكثر من 980 طناً من القنابل. وخرجّت خمس بطلات للاتحاد السوفيتي.[11]
- الفوج الجوي للقاذفات الليلية 588 (أُعيدّ تسميته فيما بعد إلى فوج حرس تامان الجوي للقاذفات الليلية السادس والأربعين، الملقب باسم «ساحرات الليل» (بالألمانية: die Nachthexen) من قبل الألمان): كان هذا الفوج الأشهر بقيادة يفدوكيا بيرشانسكايا. بدأت الوحدة الخدمة في الأصل باسم الفوج الجوي للقاذفات الليلية 588 (ف ج ق ل 588)، لكن أُعيد تسميته في فبراير 1943 كتقدير لخدماته التي بلغت أكثر من 24.000 مهمة قتالية بحلول نهاية الحرب. خرجّ الفوج 24 بطلة من أبطال الاتحاد السوفيتي.[12] كانت طائرتهم هي پيتلياكوف پي أو-2، وهي طائرة قديمة ثناية السطح. كان هذا الفوج هو الوحيد من بين الأفواج الثلاثة الذي اقتصر على النساء حصرياً طوال الحرب وهو تميُز تكبدن فيه الكثير من العناء من أجل الحفاظ عليه.

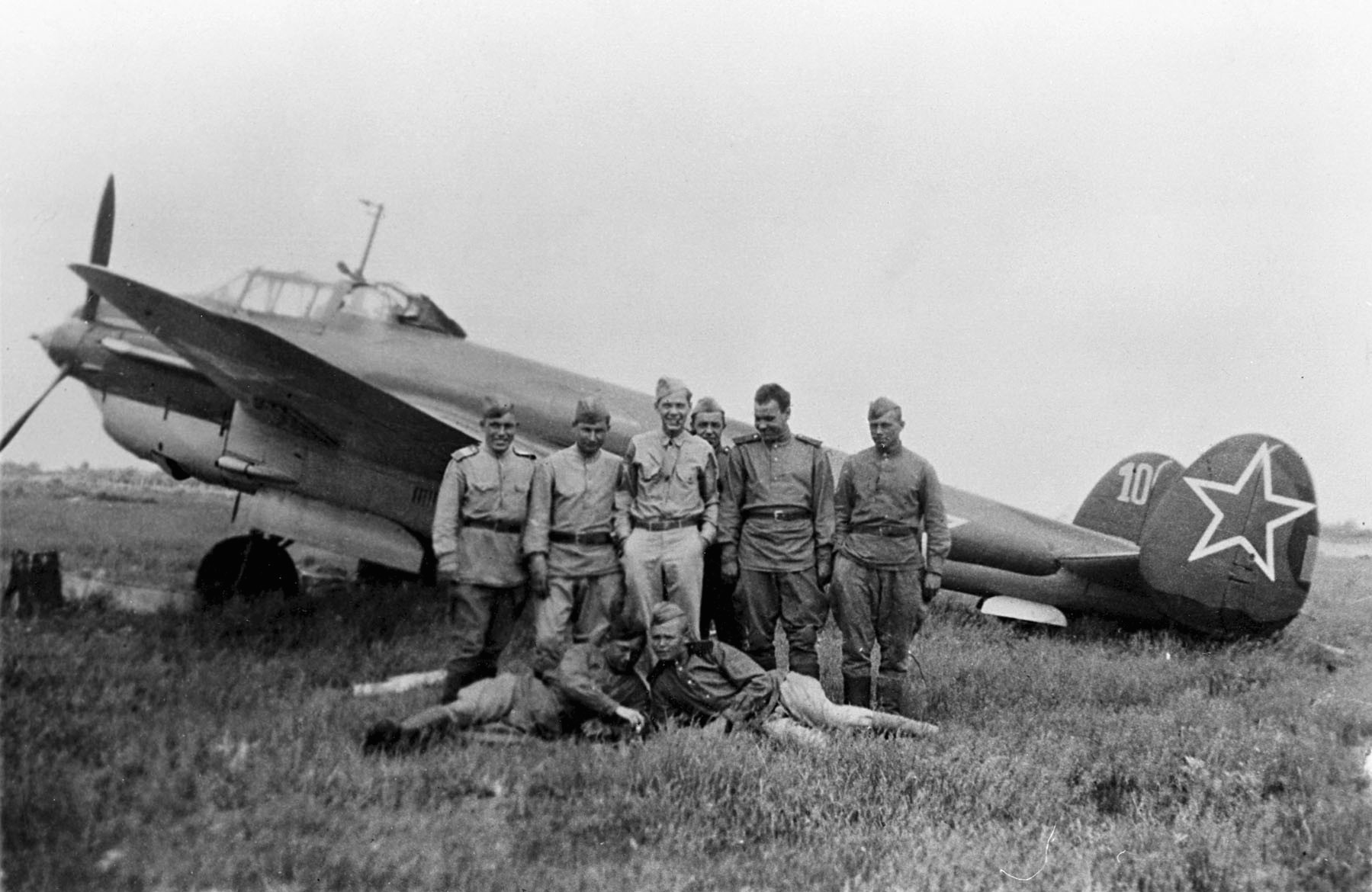
طيارون روس وطاقم أرضي يقفون أمام قاذفة انقضاضية من طراز بي -2 في بولتافا، يونيو 1944. ماتت مارينا راسكوفا أثناء تحليق بمثل هذا النوع من الطائرات في حادث طيران بالقرب من ستالينجراد

توفيّت راسكوفا في 4 يناير 1943، عندما تحطمت طائرتها أثناء محاولتها الهبوط الاضطراري على ضفة نهر الفولغا، بينما كانت تقود طائرتين أخرتين طراز بي إي-2 إلى مطارهما التشغيلي الأول بالقرب من ستالينجراد. قُتلّ الطاقم بأكمله. وتلقّت راسكوفا أول جنازة رسمية خلال الحرب.

## إرثها
دفُنّ رماد راسكوفا في مقبرة سور الكرملين في موسكو، بجانب بولينا أوسيبينكو، في الميدان الأحمر. حصلت بعد وفاتها على وسام الحرب الوطنية من الدرجة الأولى. نُقلّت السفينة الأمريكية، المسماة آيرونكلاد، (التي دُشنّت باسم مستيك في أبريل 1919) والتي شاركت في قافلة بي كيو 17 إلى ملكية روسيا وأعيدت تسميتها إلى إس إس مارينا راسكوفا في يونيو 1943.
أُطلقّ اسمها على شارعين في موسكو وقازان على التوالي، بالإضافة إلى ساحة في موسكو وبعض المدارس وحركات شباب الرواد. كان هناك تمثال نصفي لها في مدرسة الطيران العسكرية العليا للطيارين «م. م. راسكوفا» في تامبوف، لكن هذه المدرسة توقفت عن العمل في 1997.

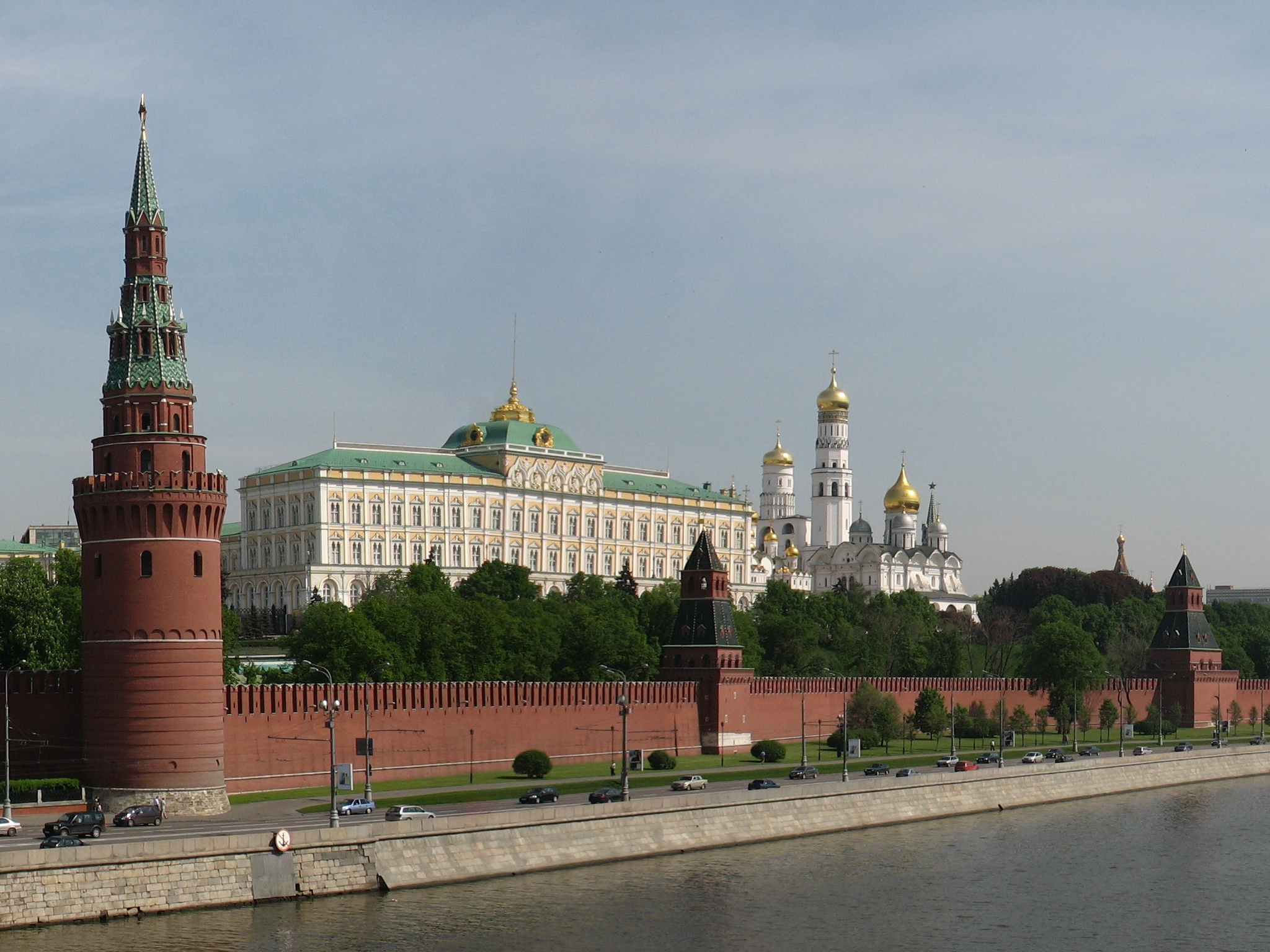
دفُنّ رماد راسكوفا في مقبرة سور الكرملين في موسكو، بجانب بولينا أوسيبينكو

### في الطوابع

Stamps
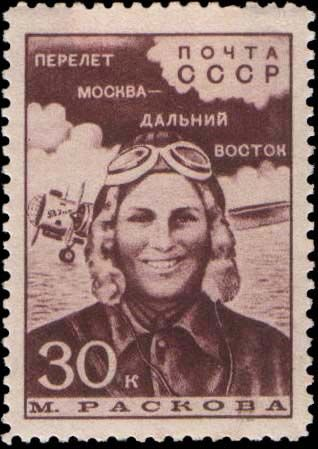
طابع سوفيتي، 1939
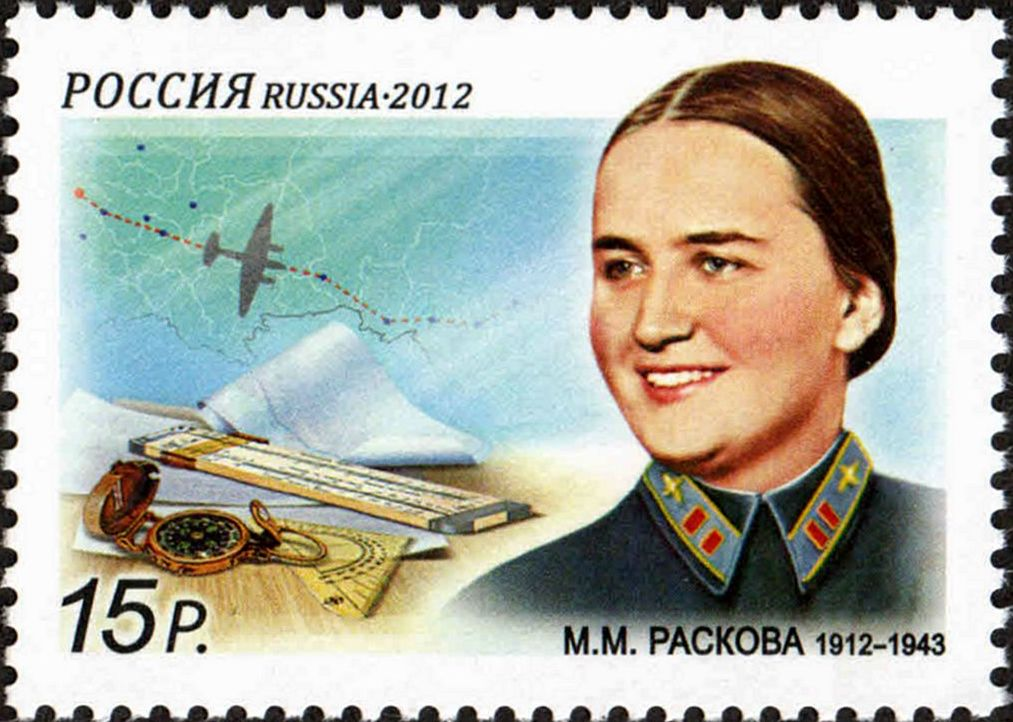
طابع روسي، 15 روبل، 21 مارس 2012، تكريماً للذكرى المئوية لميلاد الطيّارة والملاحة السوفيتية، بطلة الاتحاد السوفيتي مارينا راسكوفا.

### المنشورات
- Cottam، Kazimiera (1998). Women in War and Resistance: Selected Biographies of Soviet Women Soldiers. Newburyport, Massachusetts: Focus Publishing/R. Pullins Co. ISBN:1585101605. OCLC:228063546.
- "Hero of the Soviet Union." New York Herald Tribune, Jan 23, 1943. بروكويست 1267953857.
- "Many Nazi Planes are the Victims of Russian Women Fighter Pilots." New York Times, Jan 17, 1944.
- Pennington، Reina (2003). Amazons to Fighter Pilots: A Biographical Dictionary of Military Women. Greenwood Press. ISBN:0313291977.
- Pennington، Reina (2001). Wings, Women & War: Soviet Airwomen in World War II Combat. University Press of Kansas. ISBN:978-0-7006-1554-4.
- Sakaida، Henry (2003). Heroines of the Soviet Union: 1941–45. Osprey Publishing. ISBN:978-1-84176-598-3.
- Sorokina, M. A. "People and Procedures: Toward a History of the Investigation of Nazi Crimes in the USSR", Kritika: Explorations in Russian and Eurasian History, Volume 6, Issue 4, (2005) 797–831.
- Strebe, Amy Goodpaster. "The American Women Airforce Service Pilots and Soviet Airwomen of World War II." Order No. 1418728, San Jose State University, 2003.
- "RUSSIAN WOMAN FLIER KILLED ON ACTIVE DUTY: MAJOR RASKOVA, HEROINE OF SOVIET UNION, WIDELY KNOWN." New York Times, Jan 10, 1943.
- Pursley, Sasha D. "The Motherland Calls: The Taman' Guards Women's Aviation Unit in the Great Patriotic War." Order No. 3098757, University of California, Santa Cruz, 2003.

## وصلات خارجية
- Biography on warheroes.ru